# Флаг Днепропетровской области
Флаг Днепропетро́вской области (укр. Прапор Дніпропетровської області) является символом Днепропетровской области Украины, отражающим историю и традиции области. Вместе с гербом составляет официальную символику органов местного самоуправления и исполнительной власти Днепропетровской области. Утверждён 19 марта 2002 года на сессии областного совета решением № 518-22/XXIII «Об утверждении герба и флага Днепропетровской области», которое предоставило геральдическим символам области официальный статус.

## Описание
Флаг представляет собой прямоугольное полотнище с правосторонней перевязью, которая делит полотнище на синюю (вверху справа) и белую (внизу слева) части. Изображения на флаге повторяют графические элементы Малого герба Днепропетровской области (девять звёзд на синей части и казак с мушкетом на левой части). Крепление полотнища осуществлено с помощью золотых гвоздей. Верхушка древка флага увенчана набалдашником в виде металлического изображение малого герба Днепропетровской области.